# 拉烏讓利
拉烏讓利，是台灣拉阿魯哇族傳說中的始祖和英雄，他在人們飽受兩顆太陽所苦時挺身而出，射下一顆太陽，並成為拉阿魯哇族的頭目。

## 傳說

### 出生
拉烏讓利的母親是一位失去雙親的孤兒少女，她在一次前往河邊洗衣服時，一塊飄在水面上的木板一直漂來妨礙她，就算撿起來丟到遠處還是會出現，少女最後不耐煩地把木板夾在鼠蹊部，但當她洗完衣服時，木片卻不見了，而過了幾個月，少女發現自己不知道為什麼懷孕了。
因為未婚懷孕的關係，少女受到部落裡其他人的嘲笑，因此將自己關在家裡。不久她生下一個男嬰，取名為拉烏讓利，奇怪的是，拉烏讓利在出生的隔天就長成一個小男孩，還能跟其他的孩子一起玩，少女也非常照顧他，只要是他想要的東西，不管是什麼都會幫他拿到。

### 成年
拉烏讓利成年之後，開始跟著大人去狩獵，他的狩獵技巧高超，每次都有不少收穫，引來了大人的嫉妒，認為他一定有使用特別的道具，他們便在趁著叫他去提水的時候打開他的包包，卻只有發現一根骨頭，就把那根骨頭丟掉了，回來後的拉烏讓利發現自己包包被動過很難過，而他的母親則要他不要在意，因為那些人也不懂得用，在那之後，拉烏讓利便開始獨自去狩獵。

### 射下太陽
當時天空上有兩個太陽，使得人們生活很辛苦、作物都種不出來，拉烏讓利因此找了一個同伴打算射下一顆太陽，並且要求母親給自己搓大量的繩子，把繩子的一端綁在插在家門口的長槍上、另一端自己拿著，表示他們在射了太陽後會依照存活人數來拉扯繩子。
兩人花了很久的時間抵達太陽升起的地方，拉烏讓利指示同伴躲起來，自己埋伏著、在其中一顆太陽出來後立刻射箭射中它，雖然他隨即躲起來，但他的同伴卻因為好奇探頭出來，被太陽的血噴到而摔入水中死去（一說為了逃避太陽的血而跳進沸騰的水裡），被射中的太陽就這樣死去，只剩一顆太陽，氣溫因此涼爽不少，農作物也開始可以栽種，拉烏讓利也拉扯一下繩子回報有自己的倖存。

### 成為頭目
當拉烏讓利回到部落後，母親已經很老了，而他也受到族人們的歡迎，大家都很感激他的行為，便推舉他成為頭目。

## 相關傳說
事實上，在拉烏讓利射死一顆太陽後，另一顆太陽因為太過害怕而躲進山裡的洞中，使得大地一片漆黑，人們為了照明只能燒柴，甚至把杵、臼都燒光了，他們後來召集萬物召開會議討論對策，最後決定大量獻祭，只有蚯蚓和魚拒絕，因為他們沒有太陽也可以過得很好，生氣的人們因此詛咒牠們一到外面就會死，這也是今天蚯蚓和魚不能離開土和水的原因。
然而，儘管他們獻祭又唱歌跳舞，太陽仍不願意出來，在大家都無可奈何的時候，公雞決定前往太陽躲藏的地方跟祂談判，牠向太陽表示自己會確保祂的安危，只要聽到在自己第三聲鳴啼時出來就不會遇到危險，太陽答應了，而公雞也暗中找來一個壯漢，要他用熊皮遮身，並且趁太陽出來的時候擋住洞口。隔天早上，太陽果然在第三次鳴啼時出現，而壯漢也趁機擋住了祂躲藏的洞口，太陽終於下山，並且再度於天空上運行。拉阿魯哇族人為了感謝公雞，規定女性要配戴公雞毛的頭飾。